# Rachunek płatniczy
Rachunek płatniczy – rachunek prowadzony w imieniu co najmniej jednego użytkownika usług płatniczych wykorzystywany do wykonywania transakcji płatniczych.
Pojęcie to zostało w polskim prawie zdefiniowane w ustawie o usługach płatniczych. Zgodnie z art. 2 pkt 25 tej regulacji rachunek płatniczy to rachunek prowadzony dla jednego lub większej liczby użytkowników służący do wykonywania transakcji płatniczych, przy czym przez rachunek płatniczy rozumie się także rachunek bankowy oraz rachunek członka spółdzielczej kasy oszczędnościowo-kredytowej, jeżeli rachunki te służą do wykonywania transakcji płatniczych.